# Dallas-Fort Worth Film Critics Association Awards 2018
La 24ª edizione dei Dallas-Fort Worth Film Critics Association, annunciata il 17 dicembre 2018, ha premiato i migliori film usciti nel corso del 2018.

## Vincitori
A seguire vengono indicati i vincitori, in grassetto.

### Miglior film
1. A Star Is Born, regia di Bradley Cooper
2. Roma, regia di Alfonso Cuarón
3. La favorita (The Favourite), regia di Yorgos Lanthimos
4. Vice - L'uomo nell'ombra (Vice), regia di Adam McKay
5. BlacKkKlansman, regia di Spike Lee
6. Black Panther, regia di Ryan Coogler
7. Green Book, regia di Peter Farrelly
8. Se la strada potesse parlare (If Beale Street Could Talk), regia di Barry Jenkins
9. Eighth Grade - Terza media (Eighth Grade), regia di Bo Burnham
10. Copia originale (Can You Ever Forgive Me?), regia di Marielle Heller

### Miglior regista
1. Alfonso Cuarón - Roma
2. Bradley Cooper - A Star Is Born
3. Yorgos Lanthimos - La favorita (The Favourite)
4. Spike Lee - BlacKkKlansman
5. Adam McKay - Vice - L'uomo nell'ombra (Vice)

### Miglior attore
1. Christian Bale - Vice - L'uomo nell'ombra (Vice)
2. Rami Malek - Bohemian Rhapsody
3. Bradley Cooper - A Star Is Born
4. Ethan Hawke - First Reformed - La creazione a rischio (First Reformed)
5. Viggo Mortensen - Green Book

### Miglior attrice
1. Olivia Colman - La favorita (The Favourite)
2. Lady Gaga - A Star Is Born
3. Melissa McCarthy - Copia originale (Can You Ever Forgive Me?)
4. Glenn Close - The Wife - Vivere nell'ombra (The Wife)
5. Nicole Kidman - Destroyer

### Miglior attore non protagonista
1. Mahershala Ali - Green Book
2. Richard E. Grant - Copia originale (Can You Ever Forgive Me?)
3. Sam Elliott - A Star Is Born
4. Timothée Chalamet - Beautiful Boy
5. Michael B. Jordan - Black Panther

### Miglior attrice non protagonista
1. Regina King - Se la strada potesse parlare (If Beale Street Could Talk)
2. Emma Stone - La favorita (The Favourite)
3. Rachel Weisz - La favorita (The Favourite)
4. Amy Adams - Vice - L'uomo nell'ombra (Vice)
5. Claire Foy - First Man - Il primo uomo (First Man)
6. Tilda Swinton - Suspiria

### Miglior film straniero
1. Roma, regia di Alfonso Cuarón
2. Cold War (Zimna wojna), regia di Paweł Pawlikowski
3. Un affare di famiglia (万引き家族), regia di Hirokazu Kore'eda
4. Burning - L'amore brucia (버닝), regia di Lee Chang-dong
5. Opera senza autore (Werk ohne Autor), regia di Florian Henckel von Donnersmarck

### Miglior documentario
1. Won't You Be My Neighbor?, regia di Morgan Neville
2. Free Solo - Sfida estrema (Free Solo), regia di Jimmy Chin e Elizabeth Chai Vasarhelyi
3. Three Identical Strangers, regia di Tim Wardle
4. Alla corte di Ruth - RBG (RBG), regia di Julie Cohen e Betsy West
5. Minding the Gap, regia di Bing Liu

### Miglior film d'animazione
1. L'isola dei cani (Isle of Dogs), regia di Wes Anderson
2. Spider-Man - Un nuovo universo (Spider-Man: Into the Spider-Verse), regia di Bob Persichetti, Peter Ramsey e Rodney Rothman

### Miglior fotografia
1. Alfonso Cuarón - Roma
2. Robbie Ryan - La favorita (The Favourite)

### Miglior sceneggiatura
1. Deboarah Davis e Tony McNamara - La favorita (The Favourite)
2. Paul Schrader - First Reformed - La creazione a rischio (First Reformed)

### Miglior colonna sonora
1. Alexandre Desplat - L'isola dei cani (Isle of Dogs)
2. Justin Hurwitz - First Man - Il primo uomo (First Man)

### Russell Smith Award
- The Rider - Il sogno di un cowboy (The Rider) per il miglior film indipendente a basso budget